# Tubiclavoides striatum
Tubiclavoides striatum is een hydroïdpoliep uit de familie Tubiclavoididae. De poliep komt uit het geslacht Tubiclavoides. Tubiclavoides striatum werd in 2007 voor het eerst wetenschappelijk beschreven door Moura, Cunha & Schuchert. 